# Vidalia rohdendorfi
Vidalia rohdendorfi es una especie de insecto del género Vidalia de la familia Tephritidae del orden Diptera.

## Historia
Richter la describió científicamente por primera vez en el año 1963.